# Gotteslob

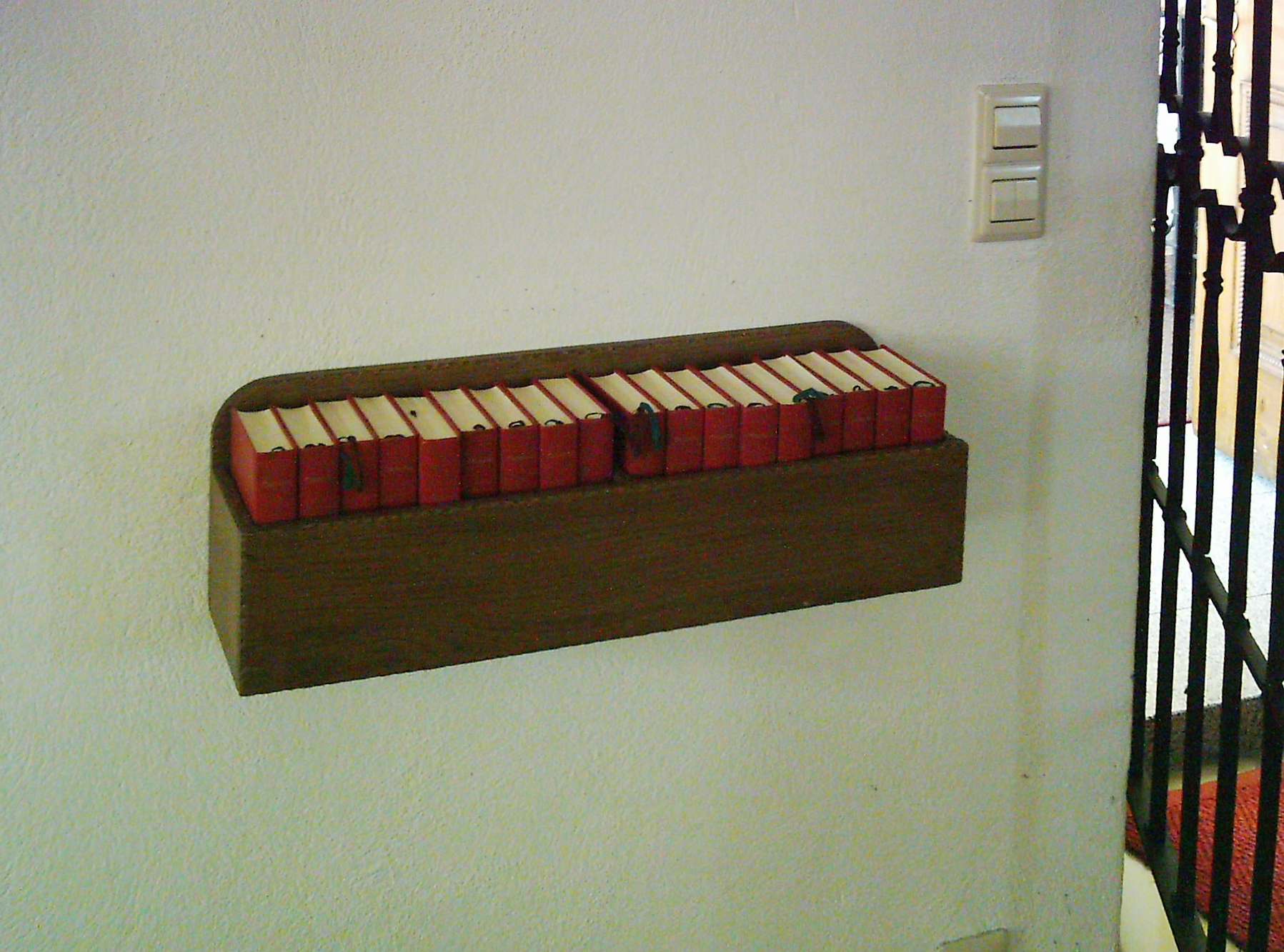
Песенник Gotteslob в католическом приходе

Gotteslob (с нем. — «Хвала Богу») — немецкий литургический песенник, применяемый в немецкоязычных католических приходах Германии, Швейцарии и Австрии. Gotteslob распространён также в России среди немецкоязычных верующих католических приходов.

## История
Gotteslob впервые был издан в 1975 году для верующих католических приходов Германии. Он включает в себя тексты песен, которые применяются во время католических богослужений и для личного пользования. До издания песенника Gotteslob в каждой немецкой епархии существовали собственные песенники. Песенник Gotteslob унифицировал литургическое пение немецких католиков, которое ранее иногда значительно различалось в разных епархиях Германии. Многие песни песенника Gotteslob частично повторяют лютеранские церковные песнопения, что содействует экуменическим богослужениям.
В настоящее время в приходах используется издание 2013 года.

## Источник
- Hermann Kurzke: Das Einheitsgesangbuch Gotteslob (1975—2008) und seine Vorgeschichte. In: Dominik Fugger/Andreas Scheidgen (Hgg.): Geschichte des katholischen Gesangbuchs, Tübingen 2008, S. 51-64 ISBN 978-3-7720-8265-8
- Kunibertas Dobrovolskis (Hg.), Gitarrenspiel zum Gotteslob, Freiburg, (12) 2003, ISBN 978-3-451-17911-2 (Stammteil des Gotteslobs mit Gitarren-Akkorden)